# Чорна лагуна
«Чорна лагуна» (ісп. El internado) — іспанський містичний серіал, що виходив на екрани у себе на батьківщині на телеканалі Antena 3 з 24 травня 2007 року по 13 жовтня 2010, коли в останній тиждень вийшло одразу два епізоди. 

З бюджетом кожної серії у 600 000 євро серіал став другим за вартістю серіалом іспанського телебачення.

## Опис
Маркоса та його молодшу сестру Паулу направляють у інтернат «Чорна лагуна» після зникнення їхніх батьків. Вони оселяються у цьому елітному місці під пильним оком засновника та директора цього інтернату, який став їхнім опікуном. Дуже скоро Маркос дізнається, що у «Чорної лагуни» багато жахливих таємниць, а події, що колись тут відбувались якимось чином пов'язані з його сім'єю. разом із новими друзями: Іваном, Рокє, Вікторією, Хулією та Кароліною він намагається дізнатись істину, але чим ближче вони підбираються до неї, тим сильніше доводиться боротися за своє життя. Дуже швидко вони дізнаються, що правда набагато страшніша, ніж вони думали з початку…

## Акторський склад

### Головні ролі
- Луїс Мерло[en] — у ролі Гектора де ла Вега.
- Наталія Міллан[en] — у ролі Ельзи Фернандес.
- Марта Торне — у ролі Марії Альмагро.
- Мартіно Рівас[en] — у ролі Маркоса Новоа Пасоса.
- Ана де Армас — у ролі Кароліни Леаль Соліс.
- Едуардо Веласко[es] — у ролі Педро Каманчо.
- Рауль Фернандес[es] — у ролі Ферміна де Пабло / Карлоса Альмансо.
- Йон Гонсалес[en] — у ролі Івана Ноерета.
- Елена Фуріасе — у ролі Вікторії Мартінес.
- Педро Сівера[es] — у ролі Каміло Бельмонте.
- Марта Асас — у ролі Амелії Угарте.
- Деніель Ретуерта[es] — у ролі Рокі Санчеса.
- Карлота Гарсія[es] — у ролі Паули Новоа Пасос.
- Денніс Піна[es] — у ролі Евелін Понс.
- Ампаро Баро — у ролі Хасінти Гарсіа.

### Другорядні ролі
- Фернандо Тільве[es] — у ролі Каетано Монтера.
- Карлос Леаль[en] — у ролі Жака Ноерета.
- Ірен Монтала — у ролі Ребекки Бенароч.
- Бланка Суарес — у ролі Хулії Медіна.
- Ісмаель Мартінес[es] — у ролі Мартіна Морено.
- Хав'єр Сідонча[es] — у ролі Лукаса Морено.

## Адаптації
Успіх серіалу «Чорна лагуна» в Іспанії дозволив компанії Globomedia продати права на ідею в інші країни.
- У Франції канал М6 у 2009 році випустив свою версію під назвою «L'internat», але через низький рейтинг показ припинився на 10 серії.
- У Росії 11 квітня 2011 року телеканал «СТС» випустив прем'єру адаптованої версії «Інтерната» під назвою «Закрита школа».
- Також права на адаптацію купили Німеччина, Вірменія, Сербія.

## Відеогра
За мотивом серіалу була створена відеогра, розроблена компаніями «Virgin PLAY» і Nintendo DS, яку також, як і серіал, назвали «El Internado». Гра, що є першою відеогрою за цим серіалом, вийшла на ринок весною 2009 року, що збіглося з прем'єрою п'ятого сезону. Комплект гри також містив ексклюзивні подарунки: карти, плакат і кулон з гравіруванням логотипу серіалу. Гра заснована на перших чотирьох сезонах.

## Трансляція в Україні
В Україні серіал транслювався на каналах «К1» та «Zoom».

## Українське багатоголосе закадрове озвучення
Українською мовою серіал озвучено студією «Так Треба Продакшн» у 2012 році. Ролі озвучували: Євген Пашин, Володимир та Дмитро Терещуки, Олена Бліннікова, Світлана Шекера і Катерина Буцька.